# Hygrochroa maudamia
Hygrochroa maudamia är en fjärilsart som beskrevs av Dyar 1926. Hygrochroa maudamia ingår i släktet Hygrochroa och familjen silkesspinnare. Inga underarter finns listade i Catalogue of Life.